# Scyllarus faxoni
Scyllarus faxoni är en kräftdjursart som beskrevs av Eugène Louis Bouvier 1917. Scyllarus faxoni ingår i släktet Scyllarus och familjen Scyllaridae. Inga underarter finns listade i Catalogue of Life.